# فرانسیس اسکالی (ملوان)
فرانسیس اسکالی (انگلیسی: Francis Scully; ۲۴ ژانویهٔ ۱۹۲۵ – ۹ نوامبر ۱۹۹۸) قایقران اهل ایالات متحده آمریکا بود.